# Saprosites vosseleri
Saprosites vosseleri är en skalbaggsart som beskrevs av Rudolph Petrovitz 1965. Saprosites vosseleri ingår i släktet Saprosites och familjen Aphodiidae. Inga underarter finns listade i Catalogue of Life.